# Deutsches Bürgerbuch
Das Deutsche Bürgerbuch wurde von Hermann Püttmann 1845 in Darmstadt und 1846 in Mannheim als Jahrbuch herausgegeben.
Der erste Band erschien bereits im Dezember 1844 bei C.W. Leske in Darmstadt und wurde in Preußen sofort beschlagnahmt. Der zweite Band kam im Sommer 1846 in Mannheim heraus. Danach wurde ein weiteres Erscheinen der Reihe durch die Verfolgungsmaßnahmen der Regierung nicht mehr möglich.
Das Deutsche Bürgerbuch war ein demokratisches Organ, in dem eine Reihe revolutionär-demokratischer und sozialistischer Beiträge erschienen.
Autoren waren u. a. Karl Heinzen, Moses Heß, Karl Buchner, Theodor Mügge, Ernst Willkomm, Otto von Wenckstern, Jacob Venedey, Georg Jung, Wolfgang Müller von Königswinter, J. Venedey, Wilhelm Wolff, Georg Weerth, Heinrich Bürgers, Theodor Mügge, Ernst Dronke und Ferdinand Freiligrath sowie Friedrich Engels, Franz Schmidt, Karl Grün, Emil Weller, Otto Lüning, Leuthold, Hermann Püttmann u. a.